# Remo nos Jogos Olímpicos de Verão de 2004

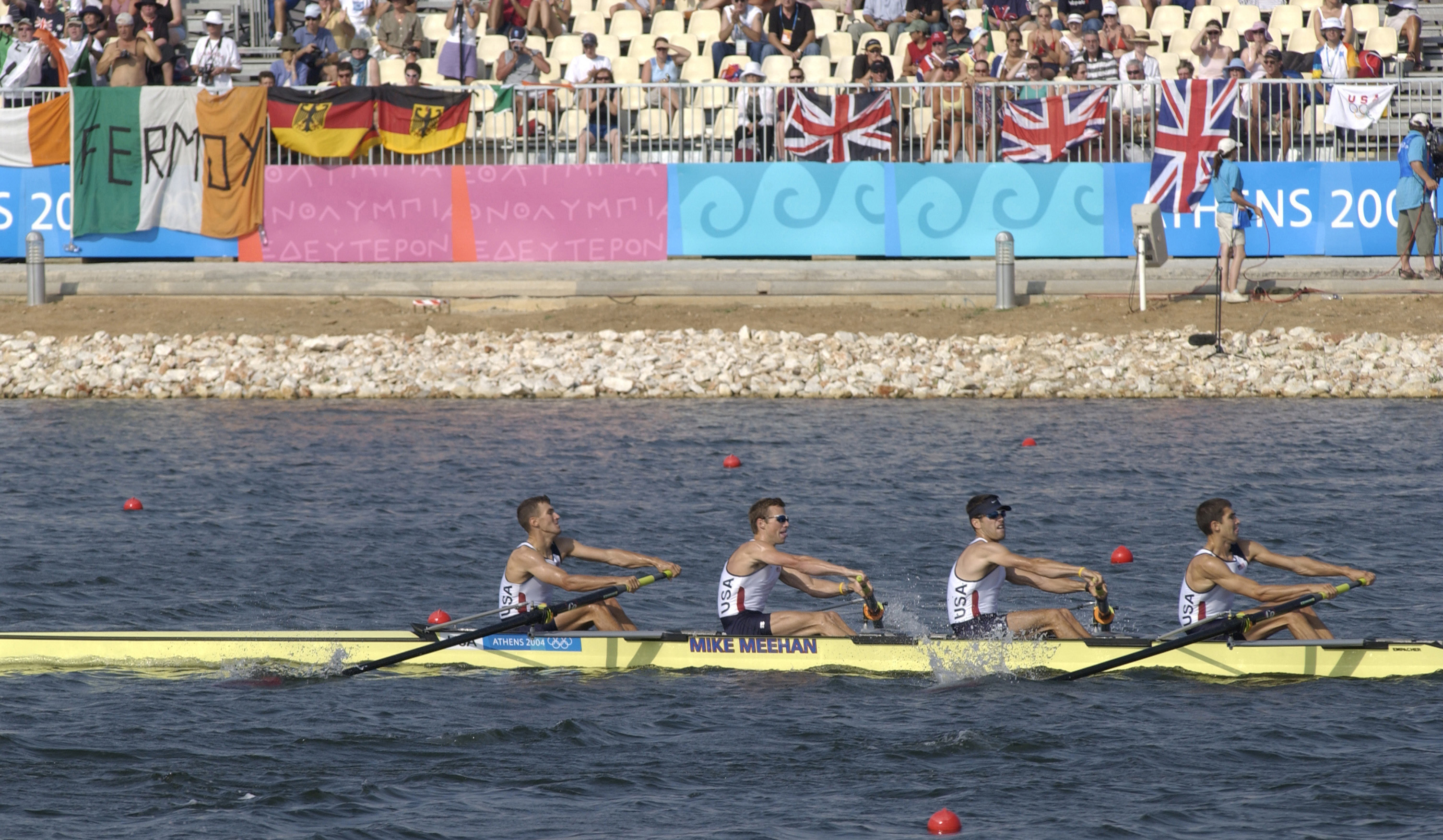
Equipe dos Estados Unidos compete na categoria Quatro sem leve.

O remo nos Jogos Olímpicos de Verão de 2004 teve suas disputas realizadas no Centro Olímpico de Canoagem e Remo Schinias, região de Ática, em Atenas. 550 remadores participaram da modalidade em 14 eventos diferentes.

## Eventos do remo
Masculino: Skiff simples | Dois sem | Skiff duplo | Skiff duplo leve | Quatro sem | Skiff quádruplo | Oito com | Quatro sem leve
Feminino: Skiff simples | Dois sem | Skiff duplo | Skiff duplo leve | Skiff quádruplo | Oito com

## Masculino

### Skiff simples masculino
| Pos. | País           | Atletas      |
| ---- | -------------- | ------------ |
|      | Noruega (NOR)  | Olaf Tufte   |
|      | Estônia (EST)  | Jüri Jaanson |
|      | Bulgária (BUL) | Ivo Yanakiev |

Final A (19 de agosto)
1. NOR Olaf Tufte, 6:49.30
2. EST Jüri Jaanson, 6:51.42
3. BUL Ivo Yanakiev, 6:52.80
4. ARG Santiago Fernández, 6:55.17
5. CZE Václav Chalupa, 6:59.13
6. BEL Tim Maeyens, 7:01.74

### Dois sem masculino
| Pos. | País                | Atletas                        |
| ---- | ------------------- | ------------------------------ |
|      | Austrália (AUS)     | Drew Ginn James Tomkins        |
|      | Croácia (CRO)       | Siniša Skelin Nikša Skelin     |
|      | África do Sul (RSA) | Donovan Cech Ramon di Clemente |

Final A (21 de agosto)
1. Austrália (Drew Ginn, James Tomkins) 6:30.76
2. Croácia (Siniša Skelin, Nikša Skelin) 6:32.64
3. África do Sul (Donovan Cech, Ramon di Clemente) 6:33.40
4. Nova Zelândia (Nathan Twaddle, George Bridgewater) 6:34.24
5. Sérvia e Montenegro (Nikola Stojić, Mladen Stegić) 6:39.74
6. Alemanha (Tobias Kühne, Jan Herzog) 6:46.50

### Skiff duplo masculino
| Pos. | País            | Atletas                            |
| ---- | --------------- | ---------------------------------- |
|      | França (FRA)    | Sébastien Vieilledent Adrien Hardy |
|      | Eslovênia (SLO) | Luka Špik Iztok Čop                |
|      | Itália (ITA)    | Rossano Galtarossa Alessio Sartori |

Final A (21 de agosto)
1. França (Sébastien Vieilledent, Adrien Hardy) 6:29.00
2. Eslovênia (Luka Špik, Iztok Čop) 6:31.72
3. Itália (Rossano Galtarossa, Alessio Sartori) 6:32.93
4. Estónia (Leonid Gulov, Tõnu Endrekson) 6:35.30
5. Chéquia (Milan Doleček, Ondřej Synek) 6:35.81
6. Estados Unidos (Aquil Abdullah, Henry Nuzum) 6:36.86
7. Noruega (Nils-Torolv Simonsen, Morten Adamsen) 6:37.25

### Skiff duplo leve masculino
| Pos. | País          | Atletas                                 |
| ---- | ------------- | --------------------------------------- |
|      | Polônia (POL) | Tomasz Kucharski Robert Sycz            |
|      | França (FRA)  | Frédéric Dufour Pascal Touron           |
|      | Grécia (GRE)  | Vasileios Polymeros Nikolaos Skiathitis |

Final A (22 de agosto)
1. Polónia (Tomasz Kucharski, Robert Sycz) 6:20.93
2. França (Frédéric Dufour, Pascal Touron) 6:21.46
3. Grécia (Vasileios Polymeros, Nikolaos Skiathitis) 6:23.23
4. Dinamarca (Mads Rasmussen, Rasmus Quist) 6:23.92
5. Hungria (Zsolt Hirling, Tamás Varga) 6:24.69
6. Japão (Kazushige Ura, Daisaku Takeda) 6:24.98

### Quatro sem masculino
| Pos. | País               | Atletas                                                         |
| ---- | ------------------ | --------------------------------------------------------------- |
|      | Grã-Bretanha (GBR) | Steve Williams James Cracknell Ed Coode Matthew Pinsent         |
|      | Canadá (CAN)       | Cameron Baerg Thomas Herschmiller Jake Wetzel Barney Williams   |
|      | Itália (ITA)       | Lorenzo Porzio Dario Dentale Luca Agamennoni Raffaello Leonardo |

Final A (21 de agosto)
1. Reino Unido (Steve Williams, James Cracknell, Ed Coode, Matthew Pinsent) 6:06.98
2. Canadá (Cameron Baerg, Thomas Herschmiller, Jake Wetzel, Barney Williams) 6:07.06
3. Itália (Lorenzo Porzio, Dario Dentale, Luca Agamennoni, Raffaello Leonardo) 6:10.41
4. Austrália (Dave McGowan, Rob Jährling, Tom Laurich, David Dennis) 6:13.06
5. Nova Zelândia (Donald Leach, Mahe Drysdale, Carl Meyer, Eric Murray) 6:15.47
6. Polónia (Jarosław Godek, Mariusz Daniszewski, Artur Rozalski, Rafał Smoliński) 6:22.43

### Skiff quádruplo masculino
| Pos. | País                  | Atletas                                                         |
| ---- | --------------------- | --------------------------------------------------------------- |
|      | Rússia (RUS)          | Nikolai Spinev Igor Kravtsov Alekseij Svirin Sergej Fedorovtsev |
|      | República Checa (CZE) | David Kopřiva Tomáš Karas Jakub Hanák David Jirka               |
|      | Ucrânia (UKR)         | Serhiy Hryn Serhiy Biloushchenko Oleg Lykov Leonid Shaposhnikov |

Final A (22 de agosto)
1. Rússia (Sergej Fedorovstev, Igor Kravtsov, Alekseij Svirin, Nikolai Spinev) 5:56.85
2. Chéquia (David Kopřiva, Tomáš Karas, Jakub Hanák, David Jirka) 5:57.43
3. Ucrânia (Serhiy Hryn, Serhiy Biloushchenko, Oleg Lykov, Leonid Shaposhnikov) 5:58.87
4. Polónia (Adam Bronikowski, Marek Kolbowicz, Sławomir Kruszkowski, Adam Korol) 5:58.94
5. Alemanha (André Willms, Stefan Volkert, Marco Geisler, Robert Sens) 6:07.04
6. Bielorrússia Valery Radzevich, Stanislau Shcharbachenia, Pavel Shurmei, Andrei Pliashkou) 6:09.33

### Oito com masculino
| Ouro. | Prata. | Bronze. |
| Estados Unidos (USA) Jason Read Wyatt Allen Chris Ahrens Joseph Hansen Matt Deakin Dan Beery Beau Hoopman Bryan Volpenhein Peter Cipollone (timoneiro) | Países Baixos (NED) Matthijs Vellenga Gijs Vermeulen Jan-Willem Gabriels Daniel Mensch Geert Jan Derksen Gerritjan Eggenkamp Diederik Simon Michiel Bartman Chun Wei Cheung (timoneiro) | Austrália (AUS) Stefan Szczurowski Stuart Reside Stuart Welch James Stewart Geoff Stewart Boden Hanson Mike McKay Steve Stewart Michael Toon (timoneiro) |

Final A (22 de agosto)
1. Estados Unidos (Jason Read, Wyatt Allen, Chris Ahrens, Joseph Hansen, Matt Deakin, Dan Beery, Beau Hoopman, Bryan Volpenhein, Pete Cipollone (tim.)) 5:42.48
2. Países Baixos (Matthijs Vellenga, Gijs Vermeulen, Jan-Willem Gabriels, Daniel Mensch, Geert Jan Derksen, Gerritjan Eggenkamp, Diederik Simon, Michiel Bartman, Chun Wei Cheung (tim.)) 5:43.75
3. Austrália (Stefan Szczurowski, Stuart Reside, Stuart Welch, James Stewart, Geoff Stewart, Boden Hanson, Mike McKay, Steve Stewart, Michael Toon (tim.)) 5:45.38
4. Alemanha (Sebastian Schulte, Stephan Koltzk, Jörg Diessner, Thorsten Engelmann, Jan-Martin Bröer, Enrico Schnabel, Ulf Siemes, Michael Ruhe, Peter Thiede (tim.)) 5:49.43
5. Canadá (Scott Frandsen, Kevin Light, Ben Rutledge, Kyle Hamilton, Adam Kreek, Andrew Hoskins, Joe Stankevicius, Jeff Powell, Brian Price (tim.)) 5:51.66
6. França (Bastien Ripoll, Bastien Gallet, Jean-Baptiste Macquet, Julien Peudecoeur, Donatien Mortelette, Anthony Perrot, Jean-David Bernard, Laurent Cadot, Christophe Lattaignant (tim.)) 5:53.31

### Quatro sem leve masculino
| Pos. | País            | Atletas                                                               |
| ---- | --------------- | --------------------------------------------------------------------- |
|      | Dinamarca (DEN) | Thor Kristensen Thomas Ebert Stephan Mølvig Eskild Ebbesen            |
|      | Austrália (AUS) | Glen Loftus Anthony Edwards Ben Cureton Simon Burgess                 |
|      | Itália (ITA)    | Lorenzo Bertini Catello Amarante Salvatore Amitrano Bruno Mascarenhas |

Final A (22 de agosto)
1. Dinamarca (Thor Kristensen, Thomas Ebert, Stephan Mølvig, Eskild Ebbesen) 5:56.85
2. Austrália (Glen Loftus, Anthony Edwards, Ben Cureton, Simon Burgess) 5:57.43
3. Itália (Lorenzo Bertini, Catello Amarante, Salvatore Amitrano, Bruno Mascarenhas) 5:58.87
4. Países Baixos (Gerard van Der Linden, Ivo Snijders, Karel Dormans, Joeri de Groot) 5:58.94
5. Canadá (Iain Brambell, Jonathan Mandick, Gavin Hassett, Jon Beare) 6:07.04
6. Irlanda (Richard Archibald, Eugene Coakley, Niall Otoole, Paul Griffin) 6:09.33

## Feminino

### Skiff simples feminino
| Pos. | País               | Atletas                      |
| ---- | ------------------ | ---------------------------- |
|      | Alemanha (GER)     | Katrin Rutschow-Stomporowski |
|      | Bielorrússia (BLR) | Ekaterina Karsten            |
|      | Bulgária (BUL)     | Rumyana Nekyova              |

Final A (21 de agosto)
1. GER Katrin Rutschow-Stomporowski, 7:18.12
2. BLR Ekaterina Karsten, 7:22.04
3. BUL Rumyana Nekyova, 7:23.10
4. CZE Mirka Knapková, 7:25.14
5. NZL Sonia Waddell, 7:31.66
6. ESP Nuria Domínguez, 7:49.11

### Dois sem feminino
| Pos. | País               | Atletas                        |
| ---- | ------------------ | ------------------------------ |
|      | Romênia (ROM)      | Georgeta Damian Viorica Susanu |
|      | Grã-Bretanha (GBR) | Katherine Grainger Cath Bishop |
|      | Bielorrússia (BLR) | Yuliya Bichyk Natallia Helakh  |

Final
1. Roménia (Georgeta Damian, Viorica Susanu) 7:06.56
2. Reino Unido (Katherine Grainger, Cath Bishop) 7:08.66
3. Bielorrússia (Yuliya Bichyk, Natallia Helakh) 7:09.36
4. Canadá (Darcy Marquardt, Buffy-Lynne Williams) 7:13.33
5. Alemanha (Maren Derlien, Sandra Goldbach) 7:20.20
6. Nova Zelândia (Juliette Haigh, Nicky Coles) 7:23.52

### Skiff duplo feminino
| Pos. | País                | Atletas                                         |
| ---- | ------------------- | ----------------------------------------------- |
|      | Nova Zelândia (NZL) | Georgina Evers-Swindell Caroline Evers-Swindell |
|      | Alemanha (GER)      | Peggy Waleska Britta Oppelt                     |
|      | Grã-Bretanha (GBR)  | Sarah Winckless Elise Laverick                  |

Final
1. Nova Zelândia (Georgina Evers-Swindell, Caroline Evers-Swindell) 7:01.79
2. Alemanha (Peggy Waleska, Britta Oppelt) 7:02.78
3. Reino Unido (Sarah Winckless, Elise Laverick) 7:07.58
4. Bulgária (Anet-Jacqueline Buschmann, Miglena Markova) 7:13.97
5. Roménia (Camelia Mihalcea, Simona Strimbeschi) 7:17.58
6. Ucrânia (Nataliya Guba, Svetlana Maziy) 7:21.78

### Skiff duplo leve feminino
| Pos. | País                | Atletas                              |
| ---- | ------------------- | ------------------------------------ |
|      | Romênia (ROM)       | Constanţa Burcică Angela Alupei      |
|      | Alemanha (GER)      | Daniela Reimer Claudia Blasberg      |
|      | Países Baixos (NED) | Kirsten van der Kolk Marit van Eupen |

Final A (21 de agosto)
1. Roménia (Constanţa Burcică, Angela Alupei) 6:56.05
2. Alemanha (Daniela Reimer, Claudia Blasberg) 6:57.33
3. Países Baixos (Kirsten van der Kolk, Marit van Eupen) 6:58.54
4. Austrália (Sally Newmarch, Amber Halliday) 6:59.91
5. China (Xu Dongxiang, Li Qian) 7:02.05
6. Polónia (Magdalena Kemnitz, Ilona Mokronowska) 7:04.48

### Skiff quádruplo feminino
| Pos. | País               | Atletas                                                     |
| ---- | ------------------ | ----------------------------------------------------------- |
|      | Alemanha (GER)     | Kathrin Boron Meike Evers Manuela Lutze Kerstin El Qalqili  |
|      | Grã-Bretanha (GBR) | Alison Mowbray Debbie Flood Frances Houghton Rebecca Romero |
|      | Austrália (AUS)    | Dana Faletic Rebecca Sattin Amber Bradley Kerry Hore        |

Final A (22 de agosto)
1. Alemanha (Kathrin Boron, Meike Evers, Manuela Lutze, Kerstin El Qalqili) 6:29.29
2. Reino Unido (Alison Mowbray, Debbie Flood, Frances Houghton, Rebecca Romero) 6:31.26
3. Austrália (Dana Faletic, Rebecca Sattin, Amber Bradley, Kerry Hore) 6:34.73
4. Rússia (Oksana Dorodnova, Anna Sergeyeva, Larisa Merk, Yulya Levina) 6:36.49
5. Estados Unidos (Michelle Guerette, Hilary Gehman, Kelly Salchow, Danika Holbrook) 6:39.67

DSQ  Ucrânia (Olena Morozova, Olena Olefirenko, Yana Dementyeva, Tetyana Kolesnikova) 6:34.31

### Oito com feminino
| Ouro. | Prata. | Bronze. |
| Romênia (ROM) Rodica Florea Viorica Susanu Aurica Bărăscu Ioana Papuc Liliana Gafencu Elisabeta Lipă Georgeta Damian Doina Ignat Elena Georgescu (timoneira) | Estados Unidos (USA) Kate Johnson Samantha Magee Megan Dirkmaat Alison Cox Caryn Davies Laurel Korholz Anna Mickelson Lianne Nelson Mary Whipple (timoneira) | Países Baixos (NED) Froukje Wegman Marlies Smulders, Nienke Hommes Hurnet Dekkers Annemarieke van Rumpt Annemiek de Haan Sarah Siegelaar Helen Tanger Ester Workel (timoneira) |

Final A (22 de agosto)
1. Roménia (Rodica Florea, Viorica Susanu, Aurica Bărăscu, Ioana Papuc, Liliana Gafencu, Elisabeta Lipă, Georgeta Damian, Doina Ignat, Elena Georgescu (tim.)) 6:17.70
2. Estados Unidos (Kate Johnson, Samantha Magee, Megan Dirkmaat, Alison Cox, Caryn Davies, Laurel Korholz, Anna Mickelson, Lianne Nelson (tim.)) 6:19.56
3. Países Baixos (Froukje Wegman, Marlies Smulders, Nienke Hommes, Hurnet Dekkers, Annemarieke van Rumpt, Annemiek de Haan, Sarah Siegelaar, Helen Tanger, Ester Workel (tim.)) 6:19.85
4. China (Yu Fei, Luo Xiuhua, Cheng Ran, Yan Xiaoxia, Wu You, Yang Cuiping, Gao Yanhua, Jin Ziwei, Zheng Na (tim.)) 6:21.71
5. Alemanha (Elke Hipler, Britta Holthaus, Maja Tucholke, Anja Pyritz, Susanne Schmidt, Nicole Zimmermann, Silke Günther, Lenka Wech, Annina Ruppel (tim.)) 6:21.99
6. Austrália (Sarah Outhwaite, Jodi Winter, Catriona Oliver, Monique Heinke, Julia Wilson, Sally Robbins, Vicky Roberts, Kyeema Doyle, Katie Foulkes (tim.)) 6:31.65

## Quadro de medalhas do remo
| Ordem | País                | Medalha de ouro | Medalha de prata | Medalha de bronze | Total |
| ----- | ------------------- | --------------- | ---------------- | ----------------- | ----- |
| 1     | ROM Romênia         | 3               | 0                | 0                 | 3     |
| 2     | GER Alemanha        | 2               | 2                | 0                 | 4     |
| 3     | GBR Grã-Bretanha    | 1               | 2                | 1                 | 4     |
| 4     | AUS Austrália       | 1               | 1                | 2                 | 4     |
| 5     | USA Estados Unidos  | 1               | 1                | 0                 | 2     |
| 5     | FRA França          | 1               | 1                | 0                 | 2     |
| 7     | DEN Dinamarca       | 1               | 0                | 0                 | 1     |
| 7     | NOR Noruega         | 1               | 0                | 0                 | 1     |
| 7     | NZL Nova Zelândia   | 1               | 0                | 0                 | 1     |
| 7     | POL Polônia         | 1               | 0                | 0                 | 1     |
| 7     | RUS Rússia          | 1               | 0                | 0                 | 1     |
| 12    | BLR Bielorrússia    | 0               | 1                | 1                 | 2     |
| 12    | NED Países Baixos   | 0               | 1                | 2                 | 3     |
| 14    | CAN Canadá          | 0               | 1                | 0                 | 1     |
| 14    | CRO Croácia         | 0               | 1                | 0                 | 1     |
| 14    | SLO Eslovênia       | 0               | 1                | 0                 | 1     |
| 14    | EST Estônia         | 0               | 1                | 0                 | 1     |
| 14    | CZE República Checa | 0               | 1                | 0                 | 1     |
| 19    | ITA Itália          | 0               | 0                | 3                 | 3     |
| 20    | BUL Bulgária        | 0               | 0                | 2                 | 2     |
| 21    | RSA África do Sul   | 0               | 0                | 1                 | 1     |
| 21    | GRE Grécia          | 0               | 0                | 1                 | 1     |
| 21    | UKR Ucrânia         | 0               | 0                | 1                 | 1     |